# Douglas McIlroy
Malcolm Douglas McIlroy (nacido en 1932) es un matemático, ingeniero y programador estadounidense. Actualmente ejerce como profesor adjunto del Computer Science en el Dartmouth College.

## Biografía
Consiguió su título de licenciado físico ingeniero en la Universidad de Cornell (Nueva York) en 1954, y doctorado en Filosofía en Matemáticas Aplicadas por el MIT en 1959, con su tesis On the Solution of the Differential Equations of Conical Shells (Solucionando las ecuaciones diferenciales en conchas cónicas). 
Ingresó en los laboratorios Bell en 1958, jefe de estudios en su departamento de Búsqueda de Técnicas de Computación (lugar de nacimiento del sistema Unix), nombrado a partir de ese momento como Miembro Honorífico del cuadro Técnico. 
Se retiró de los laboratorios Bell en 1997.
Actual miembro de la Academia Nacional de Ingeniería, ganador de "La llama", otorgada por el grupo de usuarios de UNIX USENIX, y su premio a las Herramientas Software. Anteriormente trabajando para la Association for Computing Machinery, como conferenciante, presidente del premio Turing...
Es también miembro activo en el comité ejecutivo del CSNET.
El Dr. McIlroy ha pasado a la historia como creador de:
- La segmentación por medio de filtros y 'pipelines', básica en la implementación de Unix.
- El actual concepto de componentes software
- Varios comandos y herramientas de Unix como spell, diff, sort, join, graph, speak, tr, etc.